# Turkije op de Olympische Winterspelen 2022
Turkije was een van de deelnemende landen aan de Olympische Winterspelen 2022 in Peking, China.

## Deelnemers en resultaten

### Alpineskiën
Maximaal vier deelnemers per onderdeel
Mannen
| Naam        | Onderdeel    | 1e run  | 1e run | 2e run  | 2e run | Totaal  | Totaal |
| Naam        | Onderdeel    | Tijd    | Rang   | Tijd    | Rang   | Tijd    | Rang   |
| ----------- | ------------ | ------- | ------ | ------- | ------ | ------- | ------ |
| Berkin Usta | Reuzenslalom | 1:17,91 | 45     | 1:24,81 | 43     | 2:42,72 | 43     |
| Berkin Usta | Slalom       | DNF     |        |         |        |         |        |

Vrouwen
| Naam              | Onderdeel    | 1e run  | 1e run | 2e run  | 2e run | Totaal  | Totaal |
| Naam              | Onderdeel    | Tijd    | Rang   | Tijd    | Rang   | Tijd    | Rang   |
| ----------------- | ------------ | ------- | ------ | ------- | ------ | ------- | ------ |
| Özlem Çarıkçıoğlu | Reuzenslalom | 1:15,98 | 58     | 1:14,75 | 47     | 2:30,73 | 48     |
| Özlem Çarıkçıoğlu | Slalom       | 1:09,45 | 56     | 1:09,47 | 49     | 2:18,92 | 49     |

### Langlaufen
Maximaal vier deelnemers per onderdeel
Lange afstanden
Mannen
| Naam             | Onderdeel             | Uitslag | Uitslag |
| Naam             | Onderdeel             | Tijd    | Rang    |
| ---------------- | --------------------- | ------- | ------- |
| Yusuf Emre Fırat | 15 km klassieke stijl | DNF     |         |

Vrouwen
| Naam               | Onderdeel             | Uitslag | Uitslag |
| Naam               | Onderdeel             | Tijd    | Rang    |
| ------------------ | --------------------- | ------- | ------- |
| Ayşenur Duman      | 10 km klassieke stijl | 37:36,7 | 87      |
| Özlem Ceren Dursun | 10 km klassieke stijl | 39:17,6 | 92      |

Sprint
Mannen
| Naam             | Onderdeel | Kwalificatie | Kwalificatie | Kwartfinales | Kwartfinales | Halve finales | Halve finales | Finale | Finale |
| Naam             | Onderdeel | Tijd         | Rang         | Tijd         | Rang         | Tijd          | Rang          | Tijd   | Rang   |
| ---------------- | --------- | ------------ | ------------ | ------------ | ------------ | ------------- | ------------- | ------ | ------ |
| Yusuf Emre Fırat | Sprint    | 3:15,96      | 80           | DNQ          |              |               |               |        |        |

Sprint
Vrouwen
| Naam               | Onderdeel  | Kwalificatie | Kwalificatie | Kwartfinales | Kwartfinales | Halve finales | Halve finales | Finale | Finale |
| Naam               | Onderdeel  | Tijd         | Rang         | Tijd         | Rang         | Tijd          | Rang          | Tijd   | Rang   |
| ------------------ | ---------- | ------------ | ------------ | ------------ | ------------ | ------------- | ------------- | ------ | ------ |
| Ayşenur Duman      | Sprint     | 4:08,47      | 85           | DNQ          |              |               |               |        |        |
| Ayşenur Duman      | Teamsprint | LAP          |              | LAP          |              |               |               |        |        |
| Özlem Ceren Dursun | Teamsprint | LAP          |              | DNQ          |              |               |               |        |        |

### Schansspringen
Mannen
| Naam                | Onderdeel      | Kwalificatie | Kwalificatie | Kwalificatie | Eerste ronde | Eerste ronde | Eerste ronde | Finaleronde | Finaleronde | Finaleronde | Totaal | Totaal |
| Naam                | Onderdeel      | Afstand      | Score        | Rang         | Afstand      | Score        | Rang         | Afstand     | Score       | Rang        | Score  | Rang   |
| ------------------- | -------------- | ------------ | ------------ | ------------ | ------------ | ------------ | ------------ | ----------- | ----------- | ----------- | ------ | ------ |
| Fatih Arda İpçioğlu | Normale schans | 74,5         | 52,8         | 46           | 99,0         | 115,0        | 36           | DNQ         |             |             |        | 36     |
| Fatih Arda İpçioğlu | Grote schans   | 116,0        | 94,6         | 40           | 124,0        | 109,5        | 40           | DNQ         |             |             |        | 40     |

### Shorttrack
Mannen
| Naam        | Onderdeel | Series   | Series | Kwartfinale | Kwartfinale | Halve finale | Halve finale | Finale | Finale |
| Naam        | Onderdeel | Tijd     | Rang   | Tijd        | Rang        | Tijd         | Rang         | Tijd   | Rang   |
| ----------- | --------- | -------- | ------ | ----------- | ----------- | ------------ | ------------ | ------ | ------ |
| Furkan Akar | 1000m     | 1:25,462 | 2      | 1:25,490    | 1           | 1:27,102     | 3            | DNQ    |        |

Albanië · Amerikaans-Samoa · Amerikaanse Maagdeneilanden · Andorra · Argentinië · Armenië · Australië · Azerbeidzjan · België · Bolivia · Bosnië en Herzegovina · Brazilië · Bulgarije · Canada · Chili · China · Chinees Taipei · Colombia · Cyprus · Denemarken · Duitsland · Ecuador · Eritrea · Estland · Filipijnen · Finland · Frankrijk · Georgië · Ghana · Griekenland · Groot-Brittannië · Haïti · Hongarije · Hongkong · Ierland · IJsland · India · Iran · Israël · Italië · Jamaica · Japan · Kazachstan · Kirgizië · Kosovo · Kroatië · Letland · Libanon · Liechtenstein · Litouwen · Luxemburg · Madagaskar · Maleisië · Malta · Marokko · Mexico · Moldavië · Monaco · Mongolië · Montenegro · Nederland · Nieuw-Zeeland · Nigeria · Noord-Macedonië · Noorwegen · Oekraïne · Oezbekistan · Oost-Timor · Oostenrijk · Pakistan · Peru · Polen · Portugal · Puerto Rico · Roemenië · San Marino · Saoedi-Arabië · Servië · Slovenië · Slowakije · Spanje · Thailand · Trinidad en Tobago · Tsjechië · Turkije · Verenigde Staten · Wit-Rusland · Zuid-Korea · Zweden · Zwitserland
Russische ploeg